# Шателије (Орн)
Шателије (фр. Châtellier) насеље је и општина у северној Француској у региону Доња Нормандија, у департману Орн која припада префектури Аржантан.
По подацима из 2011. године у општини је живело 408 становника, а густина насељености је износила 49,88 становника/km². Општина се простире на површини од 8,18 km². Налази се на средњој надморској висини од 187 метара (максималној 275 m, а минималној 175 m).

## Демографија
| 1962. | 1968. | 1975. | 1982. | 1990. | 1999. | 2011. |
| ----- | ----- | ----- | ----- | ----- | ----- | ----- |
| 322   | 356   | 331   | 356   | 349   | 343   | 408   |

График промене броја становника у току последњих година